# أونوريه أكيم
أونوريه أكيم هو محامي وسياسي كندي، ولد في 2 أغسطس 1881 في مونتريال في كندا، وتوفي في 14 مايو 1950 في فلورنسا في إيطاليا. نشط حزبياً في حزب كندا المحافظ وحزب كيبيك الليبرالي والحزب الليبرالي الكندي. وقد انتخب عضو الجمعية الوطنية في كيبك ‏ وانتخب عضو مجلس العموم الكندي.